# (4916) Brumberg
(4916) Brumberg es un asteroide perteneciente al cinturón de asteroides, descubierto el 10 de agosto de 1970 por el equipo del Observatorio Astrofísico de Crimea desde el Observatorio Astrofísico de Crimea (República de Crimea).

## Designación y nombre
Designado provisionalmente como 1970 PS. Fue nombrado Brumberg en honor al astrónomo ruso Víctor Aleksandrovich Brumberg componente del personal del Instituto de Astronomía Teórica entre los años 1958 y 1987 y del Instituto de Astronomía Aplicada desde el año 1988.

## Características orbitales
Brumberg está situado a una distancia media del Sol de 3,043 ua, pudiendo alejarse hasta 3,333 ua y acercarse hasta 2,753 ua. Su excentricidad es 0,095 y la inclinación orbital 10,77 grados. Emplea 1939 días en completar una órbita alrededor del Sol.

## Características físicas
La magnitud absoluta de Brumberg es 11,5. Tiene 16,507 km de diámetro y su albedo se estima en 0,178.